# Saison 2012-2013 des Blackhawks de Chicago
Autres saisons
La saison 2012-2013 est la 86e saison de hockey sur glace jouée par les Blackhawks de Chicago dans la Ligue nationale de hockey.

## Saison régulière

### Transferts

#### Arrivées
Le 18 juin 2012, les Blackhawks font signer un contrat de deux ans à Brandon Bollig et Ben Smith ainsi qu'un contrat d'un an au gardien Carter Hutton. Le 1er juillet, Sheldon Brookbank, signe lui aussi pour deux ans. Le 11 septembre, le défenseur Michal Rozsival signe pour un an avec l'équipe.

### Faits marquants
Le 22 février, les Blackhawks de Chicago battent le record du meilleur début de saison de l'histoire de la Ligue nationale de hockey. En 17 matchs, ils gagnent à 14 reprises et ne perdent que trois fois en prolongation marquant ainsi au moins un point à chaque fois. Ils battent le précédent record de 16 matchs sans défaite dans le temps réglementaire détenu jusque-là par les Ducks d'Anaheim depuis la saison 2006-2007. La série prend fin le 8 mars, après 24 matchs, lorsque les Blackhawks perdent pour la première fois de la saison en temps régulier contre l'Avalanche du Colorado 6-2.
Le 25 avril, les Blackhawks battent les Oilers d'Edmonton sur le score de 4-1 pour compter leur 35e victoire pour 6 défaites et 5 défaites en prolongation. Ils totalisent alors 75 points, soit 5 de plus que les Penguins de Pittsburgh, meilleure équipe de l'Association de l'Est, à deux journées de la fin de la saison régulière. Ne pouvant mathématiquement plus être rattrapée, l'équipe de Chicago gagne le Trophée des présidents de la meilleure formation de la saison.

### Classement
| Clt   | Équipe                   | Division | PJ | V  | D  | DP | BP  | BC  | Pts |
| ----- | ------------------------ | -------- | -- | -- | -- | -- | --- | --- | --- |
| +001, | Blackhawks de Chicago    | CE       | 48 | 36 | 7  | 5  | 155 | 102 | 77  |
| +002, | Ducks d'Anaheim          | PA       | 48 | 30 | 12 | 6  | 140 | 118 | 66  |
| +003, | Canucks de Vancouver     | NO       | 48 | 26 | 15 | 7  | 127 | 121 | 59  |
| +004, | Blues de Saint-Louis     | CE       | 48 | 29 | 17 | 2  | 129 | 115 | 60  |
| +005, | Kings de Los Angeles     | PA       | 48 | 27 | 16 | 5  | 133 | 118 | 59  |
| +006, | Sharks de San José       | PA       | 48 | 25 | 16 | 7  | 124 | 116 | 57  |
| +007, | Red Wings de Détroit     | CE       | 48 | 24 | 16 | 8  | 124 | 115 | 56  |
| +008, | Wild du Minnesota        | NO       | 48 | 26 | 19 | 3  | 122 | 127 | 55  |
| +009, | Blue Jackets de Columbus | CE       | 48 | 24 | 17 | 7  | 120 | 119 | 55  |
| +010, | Coyotes de Phoenix       | PA       | 48 | 21 | 18 | 9  | 125 | 131 | 51  |
| +011, | Stars de Dallas          | PA       | 48 | 22 | 22 | 4  | 130 | 142 | 48  |
| +012, | Oilers d'Edmonton        | NO       | 48 | 19 | 22 | 7  | 125 | 134 | 45  |
| +013, | Flames de Calgary        | NO       | 48 | 19 | 25 | 4  | 128 | 160 | 42  |
| +014, | Predators de Nashville   | CE       | 48 | 16 | 23 | 9  | 111 | 139 | 41  |
| +015, | Avalanche du Colorado    | NO       | 48 | 16 | 25 | 7  | 116 | 152 | 39  |

- Champion de la saison régulière
- Champion de division
- Qualifié pour les séries éliminatoires

### Match après match
Ce tableau reprend les résultats de l'équipe au cours de la saison, les buts marqués par les Blackhawks étant inscrits en premier.
| No | Date        | Résultat | Adversaire  | Lieu        | Score | Bilan ( V - D - N ) | Pts |
| -- | ----------- | -------- | ----------- | ----------- | ----- | ------------------- | --- |
| 1  | 19 janvier  | victoire | Los Angeles | Los Angeles | 5- 2  | (1-0-0)             | 2   |
| 2  | 20 janvier  | victoire | Phoenix     | Phoenix     | 6- 4  | (2-0-0)             | 4   |
| 3  | 22 janvier  | victoire | St Louis    | Chicago     | 3- 2  | (3-0-0)             | 6   |
| 4  | 24 janvier  | victoire | Dallas      | Dallas      | 3- 2  | (4-0-0)             | 8   |
| 5  | 26 janvier  | victoire | Columbus    | Columbus    | 3- 2  | (5-0-0)             | 10  |
| 6  | 27 janvier  | victoire | Détroit     | Chicago     | 2- 1  | (6-0-0)             | 12  |
| 7  | 30 janvier  | défaite  | Minnesota   | Minnesota   | 2- 3  | (6-0-1)             | 13  |
| 8  | 1er février | défaite  | Vancouver   | Vancouver   | 1- 2  | (6-0-2)             | 14  |
| 9  | 2 février   | victoire | Calgary     | Calgary     | 3- 2  | (7-0-2)             | 16  |
| 10 | 5 février   | victoire | San José    | San José    | 5- 3  | (8-0-2)             | 18  |
| 11 | 7 février   | victoire | Phoenix     | Phoenix     | 6- 2  | (9-0-2)             | 20  |
| 12 | 10 février  | victoire | Nashville   | Nashville   | 3- 0  | (10-0-2)            | 22  |
| 13 | 12 février  | défaite  | Anaheim     | Chicago     | 2- 3  | (10-0-3)            | 23  |
| 14 | 15 février  | victoire | San José    | Chicago     | 4- 1  | (11-0-3)            | 25  |
| 15 | 17 février  | victoire | Los Angeles | Chicago     | 3- 2  | (12-0-3)            | 27  |
| 16 | 19 février  | victoire | Vancouver   | Chicago     | 4- 3  | (13-0-3)            | 29  |
| 17 | 22 février  | victoire | San José    | Chicago     | 2- 1  | (14-0-3)            | 31  |
| 18 | 24 février  | victoire | Columbus    | Chicago     | 1- 0  | (15-0-3)            | 33  |
| 19 | 25 février  | victoire | Edmonton    | Chicago     | 3- 2  | (16-0-3)            | 35  |
| 20 | 28 février  | victoire | Saint-Louis | Saint-Louis | 3- 0  | (17-0-3)            | 37  |
| 21 | 1er mars    | victoire | Columbus    | Chicago     | 4- 3  | (18-0-3)            | 39  |
| 22 | 3 mars      | victoire | Détroit     | Détroit     | 2- 1  | (19-0-3)            | 41  |
| 23 | 5 mars      | victoire | Minnesota   | Chicago     | 5- 3  | (20-0-3)            | 43  |
| 24 | 6 mars      | victoire | Colorado    | Chicago     | 3- 2  | (21-0-3)            | 45  |
| 25 | 8 mars      | défaite  | Colorado    | Colorado    | 2- 6  | (21-1-3)            | 45  |
| 26 | 10 mars     | défaite  | Edmonton    | Chicago     | 5- 6  | (21-2-3)            | 45  |
| 27 | 14 mars     | victoire | Columbus    | Columbus    | 2- 1  | (22-2-3)            | 47  |
| 28 | 16 mars     | victoire | Dallas      | Dallas      | 8- 1  | (23-2-3)            | 49  |
| 29 | 18 mars     | victoire | Colorado    | Colorado    | 5- 2  | (24-2-3)            | 51  |
| 30 | 20 mars     | défaite  | Anaheim     | Anaheim     | 2- 4  | (24-3-3)            | 51  |
| 31 | 25 mars     | défaite  | Los Angeles | Chicago     | 4- 5  | (24-4-3)            | 51  |
| 32 | 26 mars     | victoire | Calgary     | Chicago     | 2- 0  | (25-4-3)            | 53  |
| 33 | 29 mars     | défaite  | Anaheim     | Chicago     | 1- 2  | (25-5-3)            | 53  |
| 34 | 31 mars     | victoire | Détroit     | Détroit     | 7- 1  | (26-5-3)            | 55  |
| 35 | 1er avril   | victoire | Nashville   | Chicago     | 3- 2  | (27-5-3)            | 57  |
| 36 | 4 avril     | défaite  | St Louis    | Chicago     | 3- 4  | (27-5-4)            | 58  |
| 37 | 6 avril     | victoire | Nashville   | Nashville   | 1- 0  | (28-5-4)            | 60  |
| 38 | 7 avril     | victoire | Nashville   | Chicago     | 5- 3  | (29-5-4)            | 62  |
| 39 | 9 avril     | victoire | Minnesota   | Minnesota   | 1- 0  | (30-5-4)            | 64  |
| 40 | 12 avril    | victoire | Détroit     | Chicago     | 3- 2  | (31-5-4)            | 66  |
| 41 | 14 avril    | victoire | Saint-Louis | Saint-Louis | 2- 0  | (32-5-4)            | 68  |
| 42 | 15 avril    | victoire | Dallas      | Chicago     | 5- 2  | (33-5-4)            | 70  |
| 43 | 19 avril    | victoire | Nashville   | Chicago     | 5- 4  | (34-5-4)            | 72  |
| 44 | 20 avril    | défaite  | Phoenix     | Chicago     | 2- 3  | (34-5-5)            | 73  |
| 45 | 22 avril    | défaite  | Vancouver   | Vancouver   | 1- 3  | (34-6-5)            | 73  |
| 46 | 24 avril    | victoire | Edmonton    | Edmonton    | 4- 1  | (35-6-5)            | 75  |
| 47 | 26 avril    | victoire | Calgary     | Chicago     | 3- 1  | (36-6-5)            | 77  |
| 48 | 27 avril    | défaite  | Saint-Louis | Saint-Louis | 1- 3  | (36-7-5)            | 77  |

### Composition de l'équipe
| Nom                | Poste | PJ | B  | A  | Pts | Pun | +/- | Commentaire                                      |
| ------------------ | ----- | -- | -- | -- | --- | --- | --- | ------------------------------------------------ |
| Patrick Kane       | AD    | 47 | 23 | 32 | 55  | 8   | 11  |                                                  |
| Jonathan Toews     | C     | 47 | 23 | 25 | 48  | 27  | 28  | Capitaine de l'équipe                            |
| Marian Hossa       | AD    | 40 | 17 | 14 | 31  | 16  | 20  |                                                  |
| Brandon Saad       | AG    | 46 | 10 | 17 | 27  | 12  | 17  |                                                  |
| Duncan Keith       | D     | 47 | 3  | 24 | 27  | 31  | 16  |                                                  |
| Viktor Stalberg    | AG    | 47 | 9  | 14 | 23  | 25  | 16  |                                                  |
| Bryan Bickell      | AG    | 48 | 9  | 14 | 23  | 25  | 12  |                                                  |
| Brent Seabrook     | D     | 47 | 8  | 12 | 20  | 23  | 12  |                                                  |
| Patrick Sharp      | AD    | 28 | 6  | 14 | 20  | 14  | 8   |                                                  |
| Nick Leddy         | D     | 48 | 6  | 12 | 18  | 10  | 15  |                                                  |
| Andrew Shaw        | C     | 48 | 9  | 6  | 15  | 38  | 6   |                                                  |
| David Bolland      | C     | 35 | 7  | 7  | 14  | 22  | -7  |                                                  |
| Marcus Kruger      | C     | 47 | 4  | 9  | 13  | 24  | 3   |                                                  |
| Johnny Oduya       | D     | 48 | 3  | 9  | 12  | 10  | 12  |                                                  |
| Michal Rozsival    | D     | 27 | 0  | 12 | 12  | 14  | 18  |                                                  |
| Michael Frolik     | AG    | 45 | 3  | 7  | 10  | 8   | 5   |                                                  |
| Niklas Hjalmarsson | D     | 46 | 2  | 8  | 10  | 22  | 15  |                                                  |
| Michal Handzuš     | C     | 11 | 1  | 5  | 6   | 4   | 7   | A commencé la saison avec les Sharks de San José |
| Jimmy Hayes        | AD    | 10 | 1  | 3  | 4   | 0   | 0   |                                                  |
| Daniel Carcillo    | AG    | 23 | 2  | 1  | 3   | 11  | 1   |                                                  |
| Jeremy Morin       | AG    | 3  | 1  | 1  | 2   | 0   | 1   |                                                  |
| Jamal Mayers       | AD    | 19 | 0  | 2  | 2   | 16  | 2   |                                                  |
| Ben Smith          | AD    | 1  | 1  | 0  | 1   | 0   | 1   |                                                  |
| Sheldon Brookbank  | D     | 26 | 1  | 0  | 1   | 21  | -2  |                                                  |
| Ryan Stanton       | D     | 1  | 0  | 0  | 0   | 2   | 1   |                                                  |
| Shawn Lalonde      | D     | 1  | 0  | 0  | 0   | 0   | 1   |                                                  |
| Brandon Pirri      | C     | 1  | 0  | 0  | 0   | 0   | 0   |                                                  |
| Drew LeBlanc       | A     | 2  | 0  | 0  | 0   | 0   | -3  |                                                  |
| Brandon Bollig     | C     | 25 | 0  | 0  | 0   | 51  | -1  |                                                  |

| Nom            | PJ | V  | D | Pr. | Min  | BC | Moy  | %Arr | Bl |
| -------------- | -- | -- | - | --- | ---- | -- | ---- | ---- | -- |
| Ray Emery      | 21 | 17 | 1 | 0   | 1116 | 36 | 1,94 | 92,2 | 3  |
| Corey Crawford | 30 | 19 | 5 | 5   | 1761 | 57 | 1,94 | 92,6 | 3  |
| Carter Hutton  | 1  | 0  | 1 | 0   | 59   | 3  | 3,05 | 89,3 | 0  |

## Séries éliminatoires

### Premier tour contre le Wild du Minnesota
| 30 avril | Chicago | 2-1 (pr) (0-1, 1-0, 0-0, 1-0) | Minnesota | United Center 21 428 spectateurs |

| Feuille de match | Feuille de match                                                                                | Feuille de match | Feuille de match                        | Feuille de match                       |
| ---------------- | ----------------------------------------------------------------------------------------------- | ---------------- | --------------------------------------- | -------------------------------------- |
|                  | M. Hossa (P. Kane, D. Keith) — 22 min 6 s (SN) B. Bickell (V. Stålberg, J. Oduya) — 76 min 35 s | 0-1 1-1 2-1      | C. Clutterbuck (C. Stoner) — 4 min 48 s | Arbitrage : Peel, Meier Gibbs, Racicot |
| C. Crawford      | Gardiens                                                                                        | J. Harding       |                                         | Arbitrage : Peel, Meier Gibbs, Racicot |
| 8 min            | Pénalités                                                                                       | 6 min            |                                         | Arbitrage : Peel, Meier Gibbs, Racicot |
| 37               | Tirs                                                                                            | 27               |                                         | Arbitrage : Peel, Meier Gibbs, Racicot |

| 3 mai | Chicago | 5-2 (1-0, 1-1, 3-1) | Minnesota | United Center 22 012 spectateurs |

| Feuille de match | Feuille de match | Feuille de match            | Feuille de match                                                                                   | Feuille de match                                                            |
| ---------------- | --- | --------------------------- | -------------------------------------------------------------------------------------------------- | --------------------------------------------------------------------------- |
|                  | M. Frolik (A. Shaw, N. Leddy) — 8 min 34 s M. Frolik (D. Keith, N. Hjalmarsson) — 20 min 49 s (IN) P. Sharp (P. Kane, M. Handzuš) — 43 min 44 s P. Sharp (P. Kane) — 54 min 8 s B. Bickell (A. Shaw) — 59 min 49 s (CV) | 1-0 2-0 2-1 3-1 4-1 4-2 5-2 | D. Setoguchi (M. Cullen, J. Zucker) — 37 min 57 s M. Scandella (C. Coyle, M. Cullen) — 56 min 29 s | Arbitrage : Marc Joannette et Brian Pochmara Lonnie Cameron et Jay Sharrers |
| C. Crawford      | Gardiens | J. Harding                  | | Arbitrage : Marc Joannette et Brian Pochmara Lonnie Cameron et Jay Sharrers |
| 6 min            | Pénalités | 10 min                      | | Arbitrage : Marc Joannette et Brian Pochmara Lonnie Cameron et Jay Sharrers |
| 48               | Tirs | 28                          | | Arbitrage : Marc Joannette et Brian Pochmara Lonnie Cameron et Jay Sharrers |

| 5 mai | Minnesota | 3-2 (pr) (1-1, 0-0, 1-1, 1-0) | Chicago | Xcel Energy Center 19 238 spectateurs |

| Feuille de match | Feuille de match | Feuille de match    | Feuille de match                                                                      | Feuille de match                                                 |
| ---------------- | --- | ------------------- | ------------------------------------------------------------------------------------- | ---------------------------------------------------------------- |
|                  | P. Bouchard (C. Clutterbuck, K. Brodziak) — 18 min 30 s Z. Parisé (C. Coyle) — 43 min 9 s J. Zucker (M. Cullen, P. Bouchard) — 62 min 15 s | 0-1 1-1 2-1 2-2 3-2 | J. Oduya (P. Kane, M. Hossa) — 13 min 26 s D. Keith (P. Kane, P. Sharp) — 57 min 14 s | Arbitrage : Tom Kowal et Brad Watson Mark Wheler et Steve Miller |
| J. Harding       | Gardiens | C. Crawford         |                                                                                       | Arbitrage : Tom Kowal et Brad Watson Mark Wheler et Steve Miller |
| 6 min            | Pénalités | 8 min               |                                                                                       | Arbitrage : Tom Kowal et Brad Watson Mark Wheler et Steve Miller |
| 37               | Tirs | 27                  |                                                                                       | Arbitrage : Tom Kowal et Brad Watson Mark Wheler et Steve Miller |

| 7 mai | Minnesota | 0-3 (0-1, 0-1, 0-1) | Chicago | Xcel Energy Center 19 378 spectateurs |

| Feuille de match      | Feuille de match | Feuille de match | Feuille de match                                                                                      | Feuille de match                                            |
| --------------------- | ---------------- | ---------------- | --- | ----------------------------------------------------------- |
|                       |                  | 0-1 0-2 0-3      | P. Sharp (M. Handzuš, M. Hossa) — 8 min 48 s P. Sharp — 21 min 2 s B. Bickell (A. Shaw) — 52 min 46 s | Arbitrage : S. Kozari et C. Rooney D. Henderson et S. Heyer |
| J. Harding D. Kuemper | Gardiens         | C. Crawford      | | Arbitrage : S. Kozari et C. Rooney D. Henderson et S. Heyer |
| 12 min                | Pénalités        | 4 min            | | Arbitrage : S. Kozari et C. Rooney D. Henderson et S. Heyer |
| 24                    | Tirs             | 25               | | Arbitrage : S. Kozari et C. Rooney D. Henderson et S. Heyer |

| 9 mai | Chicago | 5-1 (1-0, 3-1, 1-0) | Minnesota | United Center 21 597 spectateurs |

| Feuille de match | Feuille de match | Feuille de match        | Feuille de match                                      | Feuille de match                                             |
| ---------------- | --- | ----------------------- | ----------------------------------------------------- | ------------------------------------------------------------ |
|                  | M. Hossa (J. Toews) — 15 min 39 s M. Kruger (M. Frolik, D. Keith) — 23 min 19 s M. Hossa (B. Saad, M. Kruger) — 26 min 26 s A. Shaw (B. Bickell, D. Keith) — 30 min 46 s P. Sharp (J. Toews, M. Hossa) — 46 min 4 s (SN) | 1-0 2-0 3-0 3-1 4-1 5-1 | T. Mitchell (K. Brodziak, M. Scandella) — 30 min 11 s | Arbitrage : C. Lee et K. Sutherland S. Barton et G. Devorski |
| C. Crawford      | Gardiens | J. Harding D. Kuemper   |                                                       | Arbitrage : C. Lee et K. Sutherland S. Barton et G. Devorski |
| 18 min           | Pénalités | 6 min                   |                                                       | Arbitrage : C. Lee et K. Sutherland S. Barton et G. Devorski |
| 22               | Tirs | 33                      |                                                       | Arbitrage : C. Lee et K. Sutherland S. Barton et G. Devorski |

### Second tour contre les Red Wings de Détroit
| 15 mai | Chicago | 4-1 (1-1, 0-0, 3-0) | Détroit | United Center 21 494 spectateurs |

| Feuille de match | Feuille de match | Feuille de match    | Feuille de match                                       | Feuille de match                                                        |
| ---------------- | --- | ------------------- | ------------------------------------------------------ | ----------------------------------------------------------------------- |
|                  | M. Hossa (J. Toews, P. Sharp) — 9 min 3 s (SN) - J. Oduya (P. Sharp, P. Kane) — 48 min 2 s M. Kruger (D. Carcillo, N. Leddy) — 51 min 23 s P. Sharp (N. Hjalmarsson) — 59 min 11 s (CV) | 1-0 1-1 2-1 3-1 4-1 | - D. Brunner (G. Nyquist, J. Ericsson) — 10 min 57 s - | Arbitrage : Dan O'Rourke et Kevin Pollock Scott Cherrey et Brian Murphy |
| C. Crawford      | Gardiens | J. Howard           |                                                        | Arbitrage : Dan O'Rourke et Kevin Pollock Scott Cherrey et Brian Murphy |
| 10 min           | Pénalités | 10 min              |                                                        | Arbitrage : Dan O'Rourke et Kevin Pollock Scott Cherrey et Brian Murphy |
| 42               | Tirs | 21                  |                                                        | Arbitrage : Dan O'Rourke et Kevin Pollock Scott Cherrey et Brian Murphy |

| 18 mai | Chicago | 1-4 (1-0, 0-2, 0-2) | Détroit | United Center 21 822 spectateurs |

| Feuille de match | Feuille de match                                | Feuille de match    | Feuille de match | Feuille de match                                                  |
| ---------------- | ----------------------------------------------- | ------------------- | --- | ----------------------------------------------------------------- |
|                  | P. Kane (M. Handzuš, P. Sharp) — 14 min 5 s - - | 1-0 1-1 1-2 1-3 1-4 | - D. Brunner (J. Kindl, J. Andersson) — 22 min 40 s B. Smith (H. Zetterberg, D. Cleary) — 36 min 8 s J. Franzen (J. Ericsson, N. Kronwall) — 47 min 19 s V. Filppula (H. Zetterberg) — 52 min 3 s | Arbitrage : Brad Meier et Chris Rooney Jean Morin et Jonny Murray |
| C. Crawford      | Gardiens                                        | J. Howard           | | Arbitrage : Brad Meier et Chris Rooney Jean Morin et Jonny Murray |
| 10 min           | Pénalités                                       | 6 min               | | Arbitrage : Brad Meier et Chris Rooney Jean Morin et Jonny Murray |
| 20               | Tirs                                            | 30                  | | Arbitrage : Brad Meier et Chris Rooney Jean Morin et Jonny Murray |

| 20 mai | Détroit | 3-1 (0-0, 2-0, 1-1) | Chicago | Joe Louis Arena 20 066 spectateurs |

| Feuille de match | Feuille de match | Feuille de match | Feuille de match                     | Feuille de match                                                  |
| ---------------- | --- | ---------------- | ------------------------------------ | ----------------------------------------------------------------- |
|                  | G. Nyquist (D. Brunner, J. Andersson) — 27 min 49 s D. Miller (P. Eaves, C. Emmerton) — 28 min 20 s - P. Datsiouk (J. Franzen, B. Smith) — 46 min 46 s | 1-0 2-0 2-1 3-1  | - P. Kane (D. Keith) — 44 min 35 s - | Arbitrage : Tom Kowal et Brad Watson Shane Heyer et Brad Kovachik |
| J. Howard        | Gardiens | C. Crawford      |                                      | Arbitrage : Tom Kowal et Brad Watson Shane Heyer et Brad Kovachik |
| 10 min           | Pénalités | 22 min           |                                      | Arbitrage : Tom Kowal et Brad Watson Shane Heyer et Brad Kovachik |
| 30               | Tirs | 40               |                                      | Arbitrage : Tom Kowal et Brad Watson Shane Heyer et Brad Kovachik |

| 23 mai | Détroit | 2-0 (0-0, 1-0, 1-0) | Chicago | Joe Louis Arena 20 066 spectateurs |

| Feuille de match | Feuille de match | Feuille de match | Feuille de match                                                                                  | Feuille de match                                                          |
| ---------------- | ---------------- | ---------------- | ------------------------------------------------------------------------------------------------- | ------------------------------------------------------------------------- |
|                  | -                | 0-1 0-2          | J. Kindl (C. Colaiacovo, J. Franzén) — 30 min 3 s (SN) D. Cleary (V. Filppula) — 59 min 21 s (CV) | Arbitrage : Marc Joannette et Wes McCauley Steve Barton et Pierre Racicot |
| J. Howard        | Gardiens         | C. Crawford      |                                                                                                   | Arbitrage : Marc Joannette et Wes McCauley Steve Barton et Pierre Racicot |
| 10 min           | Pénalités        | 10 min           |                                                                                                   | Arbitrage : Marc Joannette et Wes McCauley Steve Barton et Pierre Racicot |
| 27               | Tirs             | 28               |                                                                                                   | Arbitrage : Marc Joannette et Wes McCauley Steve Barton et Pierre Racicot |

| 25 mai | Chicago | 4-1 (1-0, 2-1, 1-0) | Détroit | United Center 22 014 spectateurs |

| Feuille de match | Feuille de match | Feuille de match    | Feuille de match                        | Feuille de match                                                      |
| ---------------- | --- | ------------------- | --------------------------------------- | --------------------------------------------------------------------- |
|                  | B. Bickell (P. Kane, M. Handzuš) — 14 min 8 s A. Shaw (D. Keith, B. Seabrook) — 33 min 8 s (SN) J. Toews (M. Hossa, D. Keith) — 35 min 47 s (SN) A. Shaw (V. Stalberg, M. Rozsival) — 46 min 58 s | 1-0 1-1 2-1 3-1 4-1 | D. Cleary (H. Zetterberg) — 29 min 37 s | Arbitrage : Eric Furlatt et Stephen Walkom Jean Morin et Jonny Murray |
| C. Crawford      | Gardiens | J. Howard           |                                         | Arbitrage : Eric Furlatt et Stephen Walkom Jean Morin et Jonny Murray |
| 12 min           | Pénalités | 10 min              |                                         | Arbitrage : Eric Furlatt et Stephen Walkom Jean Morin et Jonny Murray |
| 45               | Tirs | 26                  |                                         | Arbitrage : Eric Furlatt et Stephen Walkom Jean Morin et Jonny Murray |

| 27 mai | Détroit | 3-4 (1-1, 1-0, 1-3) | Chicago | Joe Louis Arena 20 066 spectateurs |

| Feuille de match | Feuille de match | Feuille de match            | Feuille de match | Feuille de match                                                        |
| ---------------- | --- | --------------------------- | --- | ----------------------------------------------------------------------- |
|                  | P. Eaves (D. Miller, B. Smith) — 18 min 51 s J. Andersson (J. Kindl) — 30 min 11 s D. Brunner (P. Datsyuk, D. Cleary) — 59 min 8 s | 0-1 1-1 2-1 2-2 2-3 2-4 3-4 | M. Hossa (J. Toews, D. Keith) — 3 min 53 s (SN) M. Handzuš (N. Hjalmarsson) — 40 min 51 s B. Bickell (J. Toews, M. Hossa) — 45 min 48 s M. Frolik — 49 min 43 s (TP) | Arbitrage : Dan O'Halloran et Chris Rooney Shane Heyer et Brad Kovachik |
| J. Howard        | Gardiens | C. Crawford                 | | Arbitrage : Dan O'Halloran et Chris Rooney Shane Heyer et Brad Kovachik |
| 12 min           | Pénalités | 10 min                      | | Arbitrage : Dan O'Halloran et Chris Rooney Shane Heyer et Brad Kovachik |
| 38               | Tirs | 28                          | | Arbitrage : Dan O'Halloran et Chris Rooney Shane Heyer et Brad Kovachik |

| 29 mai | Chicago | 2-1 (pr) (0-0, 1-0, 0-1, 1-0) | Détroit | United Center 22 103 spectateurs |

| Feuille de match | Feuille de match                                                                    | Feuille de match | Feuille de match                                    | Feuille de match                                                      |
| ---------------- | ----------------------------------------------------------------------------------- | ---------------- | --------------------------------------------------- | --------------------------------------------------------------------- |
|                  | P. Sharp (M. Hossa, M. Handzuš) — 21 min 8 s B. Seabrook (D. Bolland) — 63 min 35 s | 1-0 1-1 2-1      | H. Zetterberg (G. Nyquist, D. Cleary) — 40 min 26 s | Arbitrage : Stephen Walkom et Dan O'Rourke Jean Morin et Brian Murphy |
| C. Crawford      | Gardiens                                                                            | J. Howard        |                                                     | Arbitrage : Stephen Walkom et Dan O'Rourke Jean Morin et Brian Murphy |
| 6 min            | Pénalités                                                                           | 10 min           |                                                     | Arbitrage : Stephen Walkom et Dan O'Rourke Jean Morin et Brian Murphy |
| 35               | Tirs                                                                                | 27               |                                                     | Arbitrage : Stephen Walkom et Dan O'Rourke Jean Morin et Brian Murphy |

### Finale d'association contre les Kings de Los Angeles
| 1er juin | Chicago | 2-1 (0-1, 2-0, 0-0) | Los Angeles | United Center 21 535 spectateurs |

| Feuille de match | Feuille de match                                                                            | Feuille de match | Feuille de match          | Feuille de match                                                      |
| ---------------- | ------------------------------------------------------------------------------------------- | ---------------- | ------------------------- | --------------------------------------------------------------------- |
|                  | P. Sharp (J. Oduya, M. Handzuš) — 32 min 29 s M. Hossa (D. Keith, B. Bickell) — 36 min 22 s | 0-1 1-1 2-1      | J. Williams — 14 min 23 s | Arbitrage : Wes McCauley et Dan O'Halloran Jonny Murray et Jean Morin |
| C. Crawford      | Gardiens                                                                                    | J. Quick         |                           | Arbitrage : Wes McCauley et Dan O'Halloran Jonny Murray et Jean Morin |
| 4 min            | Pénalités                                                                                   | 8 min            |                           | Arbitrage : Wes McCauley et Dan O'Halloran Jonny Murray et Jean Morin |
| 36               | Tirs                                                                                        | 22               |                           | Arbitrage : Wes McCauley et Dan O'Halloran Jonny Murray et Jean Morin |

| 2 juin | Chicago | 4-2 (2-0, 2-1, 0-1) | Los Angeles | United Center 21 824 spectateurs |

| Feuille de match | Feuille de match | Feuille de match                    | Feuille de match                                                                                     | Feuille de match                                                        |
| ---------------- | --- | ----------------------------------- | --- | ----------------------------------------------------------------------- |
|                  | A. Shaw (V. Stalberg, B. Saad) — 1 min 56 s B. Seabrook (M. Hossa, J. Toews) — 19 min 9 s B. Bickell (P. Sharp, B. Saad) — 27 min 11 s (SN) M. Handzuš (P. Sharp, P. Kane) — 29 min 20 s | 1-0 2-0 3-0 4-0 4-1 4-2             | J. Carter (T. Toffoli, V. Voïnov) — 38 min 57 s T. Toffoli (D. Penner, V. Voïnov) — 58 min 58 s (SN) | Arbitrage : Dan O'Rourke et Marc Joannette Steve Barton et Brian Murphy |
| C. Crawford      | Gardiens | J. Quick J. Bernier (à 29 min 20 s) | | Arbitrage : Dan O'Rourke et Marc Joannette Steve Barton et Brian Murphy |
| 14 min           | Pénalités | 8 min                               | | Arbitrage : Dan O'Rourke et Marc Joannette Steve Barton et Brian Murphy |
| 26               | Tirs | 31                                  | | Arbitrage : Dan O'Rourke et Marc Joannette Steve Barton et Brian Murphy |

| 4 juin | Los Angeles | 3-1 (1-0, 1-1, 1-0) | Chicago | Staples Center 18 477 spectateurs |

| Feuille de match | Feuille de match | Feuille de match | Feuille de match         | Feuille de match                                                        |
| ---------------- | --- | ---------------- | ------------------------ | ----------------------------------------------------------------------- |
|                  | J. Williams (V. Voïnov, R. Scuderi) — 3 min 21 s V. Voïnov (T. Toffoli, J. Carter) — 26 min 37 s D. King (J. Carter, M. Greene) — 59 min 32 s (CV) | 1-0 2-0 2-1 3-1  | B. Bickell — 39 min 26 s | Arbitrage : Stephen Walkom et Eric Furlatt Brad Kovachik et Shane Heyer |
| J. Quick         | Gardiens | C. Crawford      |                          | Arbitrage : Stephen Walkom et Eric Furlatt Brad Kovachik et Shane Heyer |
| 6 min            | Pénalités | 12 min           |                          | Arbitrage : Stephen Walkom et Eric Furlatt Brad Kovachik et Shane Heyer |
| 28               | Tirs | 20               |                          | Arbitrage : Stephen Walkom et Eric Furlatt Brad Kovachik et Shane Heyer |

| 6 juin | Los Angeles | 2-3 (1-1, 1-1, 0-1) | Chicago | Staples Center 18 621 spectateurs |

| Feuille de match | Feuille de match                                                                                | Feuille de match    | Feuille de match | Feuille de match                                                       |
| ---------------- | ----------------------------------------------------------------------------------------------- | ------------------- | --- | ---------------------------------------------------------------------- |
|                  | V. Voïnov (K. Clifford, C. Fraser) — 3 min 28 s D. Penner (J. Carter, T. Toffoli) — 22 min 12 s | 1-0 1-1 2-1 2-2 2-3 | B. Bickell (M. Frolík, N. Hjalmarsson) — 13 min 16 s P. Kane (B. Bickell, N. Hjalmarsson) — 38 min 21 s M. Hossa (M. Handzuš, J. Oduya) — 41 min 10 s | Arbitrage : Brad Watson et Chris Rooney Jay Sharrers et Pierre Racicot |
| J. Quick         | Gardiens                                                                                        | C. Crawford         | | Arbitrage : Brad Watson et Chris Rooney Jay Sharrers et Pierre Racicot |
| 8 min            | Pénalités                                                                                       | 6 min               | | Arbitrage : Brad Watson et Chris Rooney Jay Sharrers et Pierre Racicot |
| 21               | Tirs                                                                                            | 28                  | | Arbitrage : Brad Watson et Chris Rooney Jay Sharrers et Pierre Racicot |

| 8 juin | Chicago | 4-3 (2 pr) (2-0, 0-1, 1-2, 0-0, 1-0) | Los Angeles | United Center 22 237 spectateurs |

| Feuille de match | Feuille de match | Feuille de match            | Feuille de match | Feuille de match                                                        |
| ---------------- | --- | --------------------------- | --- | ----------------------------------------------------------------------- |
|                  | D. Keith (M. Rozsíval) — 3 min 42 s P. Kane (J. Toews, B. Bickell) — 5 min 59 s P. Kane (B. Bickell) — 56 min 8 s P. Kane (J. Toews) — 91 min 40 s | 1-0 2-0 2-1 2-2 3-2 3-3 4-3 | D. King (J. Williams, J. Quick) — 29 min 28 s (IN) A. Kopitar (J. Carter, M. Richards) — 43 min 34 s (SN) M. Richards (A. Kopitar, V. Voïnov) — 59 min 50 s | Arbitrage : Wes McCauley et Dan O'Halloran Steve Barton et Jonny Murray |
| C. Crawford      | Gardiens | J. Quick                    | | Arbitrage : Wes McCauley et Dan O'Halloran Steve Barton et Jonny Murray |
| 4 min            | Pénalités | 4 min                       | | Arbitrage : Wes McCauley et Dan O'Halloran Steve Barton et Jonny Murray |
| 35               | Tirs | 36                          | | Arbitrage : Wes McCauley et Dan O'Halloran Steve Barton et Jonny Murray |

### Finale de la Coupe Stanley contre les Bruins de Boston
| 12 juin | Chicago | 4-3 (3 pr) (0-1, 1-1, 2-1, 0-0, 0-0, 1-0) | Boston | United Center 22 110 spectateurs |

| Feuille de match | Feuille de match | Feuille de match            | Feuille de match | Feuille de match                                                    |
| ---------------- | --- | --------------------------- | --- | ------------------------------------------------------------------- |
|                  | B. Saad (M. Hossa) — 23 min 8 s D. Bolland (A. Shaw) — 48 min J. Oduya (M. Kruger, M. Frolík) — 52 min 14 s A. Shaw (D. Bolland, M. Rozsíval) — 112 min 8 s | 0-1 0-2 1-2 1-3 2-3 3-3 4-3 | M. Lucic (N. Horton, D. Krejčí) — 13 min 11 s M. Lucic (D. Krejčí) — 20 min 51 s P. Bergeron (T. Seguin, M. Lucic) — 46 min 9 s (SN) | Arbitrage : Chris Rooney et Brad Watson Shane Heyer et Brian Murphy |
| C. Crawford      | Gardiens | T. Rask                     | | Arbitrage : Chris Rooney et Brad Watson Shane Heyer et Brian Murphy |
| 6 min            | Pénalités | 6 min                       | | Arbitrage : Chris Rooney et Brad Watson Shane Heyer et Brian Murphy |
| 63               | Tirs | 54                          | | Arbitrage : Chris Rooney et Brad Watson Shane Heyer et Brian Murphy |

| 15 juin | Chicago | 1-2 (pr) (1-0, 0-1, 0-0, 0-1) | Boston | United Center 22 154 spectateurs |

| Feuille de match | Feuille de match                             | Feuille de match | Feuille de match                                                                   | Feuille de match                                                          |
| ---------------- | -------------------------------------------- | ---------------- | ---------------------------------------------------------------------------------- | ------------------------------------------------------------------------- |
|                  | P. Sharp (P. Kane, M. Handzuš) — 11 min 20 s | 1-0 1-1 1-2      | C. Kelly (D. Paillé) — 34 min 58 s D. Paillé (T. Seguin, A. McQuaid) — 73 min 48 s | Arbitrage : Dan O'Halloran et Wes McCauley Jay Sharrers et Pierre Racicot |
| C. Crawford      | Gardiens                                     | T. Rask          |                                                                                    | Arbitrage : Dan O'Halloran et Wes McCauley Jay Sharrers et Pierre Racicot |
| 4 min            | Pénalités                                    | 6 min            |                                                                                    | Arbitrage : Dan O'Halloran et Wes McCauley Jay Sharrers et Pierre Racicot |
| 34               | Tirs                                         | 28               |                                                                                    | Arbitrage : Dan O'Halloran et Wes McCauley Jay Sharrers et Pierre Racicot |

| 17 juin | Boston | 2-0 (0-0, 2-0, 0-0) | Chicago | TD Garden 17 565 spectateurs |

| Feuille de match | Feuille de match                                                                                | Feuille de match | Feuille de match | Feuille de match                                                    |
| ---------------- | ----------------------------------------------------------------------------------------------- | ---------------- | ---------------- | ------------------------------------------------------------------- |
|                  | D. Paillé (C. Kelly, T. Seguin) — 22 min 13 s P. Bergeron (J. Jágr, Z. Chára) — 34 min 5 s (SN) | 1-0 2-0          | -                | Arbitrage : Chris Rooney et Brad Watson Brian Murphy et Shane Heyer |
| T. Rask          | Gardiens                                                                                        | C. Crawford      |                  | Arbitrage : Chris Rooney et Brad Watson Brian Murphy et Shane Heyer |
| 17 min           | Pénalités                                                                                       | 15 min           |                  | Arbitrage : Chris Rooney et Brad Watson Brian Murphy et Shane Heyer |
| 35               | Tirs                                                                                            | 28               |                  | Arbitrage : Chris Rooney et Brad Watson Brian Murphy et Shane Heyer |

| 19 juin | Boston | 5-6 (pr) (1-1, 2-3, 2-1, 0-1) | Chicago | TD Garden 17 565 spectateurs |

| Feuille de match | Feuille de match | Feuille de match                            | Feuille de match | Feuille de match                                                          |
| ---------------- | --- | ------------------------------------------- | --- | ------------------------------------------------------------------------- |
|                  | R. Peverley (A. Ference) — 14 min 43 s (SN) M. Lucic (Z. Chára) — 34 min 43 s P. Bergeron (Z. Chára, J. Jágr) — 37 min 22 s (SN) P. Bergeron (J. Jágr) — 42 min 5 s J. Boychuk (N. Horton, D. Krejčí) — 52 min 14 s | 0-1 1-1 1-2 1-3 2-3 2-4 3-4 4-4 4-5 5-5 5-6 | M. Handzuš (B. Saad) — 6 min 48 s (IN) J. Toews (M. Rozsíval) — 26 min 33 s P. Kane (B. Bickell, M. Rozsíval) — 28 min 41 s M. Kruger (M. Frolík, D. Bolland) — 35 min 32 s P. Sharp (M. Hossa, D. Keith) — 51 min 19 s (IN) B. Seabrook (B. Bickell, P. Kane) — 69 min 51 s | Arbitrage : Dan O'Halloran et Wes McCauley Pierre Racicot et Jay Sharrers |
| T. Rask          | Gardiens | C. Crawford                                 | | Arbitrage : Dan O'Halloran et Wes McCauley Pierre Racicot et Jay Sharrers |
| 10 min           | Pénalités | 12 min                                      | | Arbitrage : Dan O'Halloran et Wes McCauley Pierre Racicot et Jay Sharrers |
| 33               | Tirs | 47                                          | | Arbitrage : Dan O'Halloran et Wes McCauley Pierre Racicot et Jay Sharrers |

| 22 juin | Chicago | 3-1 (1-0, 1-0, 1-1) | Boston | United Center 22 274 spectateurs |

| Feuille de match | Feuille de match | Feuille de match | Feuille de match                             | Feuille de match                                                    |
| ---------------- | --- | ---------------- | -------------------------------------------- | ------------------------------------------------------------------- |
|                  | P. Kane (J. Oduya, J. Toews) — 17 min 28 s P. Kane (B. Bickell, J. Toews) — 25 min 13 s D. Bolland (M. Frolík) — 59 min 46 s (CV) | 1-0 2-0 2-1 3-1  | Z. Chára (D. Krejčí, M. Lucic) — 43 min 40 s | Arbitrage : Brad Watson et Chris Rooney Shane Heyer et Brian Murphy |
| C. Crawford      | Gardiens | T. Rask          |                                              | Arbitrage : Brad Watson et Chris Rooney Shane Heyer et Brian Murphy |
| 4 min            | Pénalités | 8 min            |                                              | Arbitrage : Brad Watson et Chris Rooney Shane Heyer et Brian Murphy |
| 32               | Tirs | 25               |                                              | Arbitrage : Brad Watson et Chris Rooney Shane Heyer et Brian Murphy |

| 24 juin | Boston | 2-3 (1-0, 0-1, 1-2) | Chicago | TD Garden 17 565 spectateurs |

| Feuille de match | Feuille de match                                                                | Feuille de match    | Feuille de match                                                                                                   | Feuille de match                                                          |
| ---------------- | ------------------------------------------------------------------------------- | ------------------- | --- | ------------------------------------------------------------------------- |
|                  | C. Kelly (T. Seguin, D. Paillé) — 7 min 19 s M. Lucic (D. Krejčí) — 52 min 11 s | 1-0 1-1 2-1 2-2 2-3 | J. Toews — 24 min 24 s B. Bickell (J. Toews, D. Keith) — 58 min 44 s D. Bolland (M. Frolík, J. Oduya) — 59 min 1 s | Arbitrage : Wes McCauley et Dan O'Halloran Jay Sharrers et Pierre Racicot |
| T. Rask          | Gardiens                                                                        | C. Crawford         | | Arbitrage : Wes McCauley et Dan O'Halloran Jay Sharrers et Pierre Racicot |
| 4 min            | Pénalités                                                                       | 8 min               | | Arbitrage : Wes McCauley et Dan O'Halloran Jay Sharrers et Pierre Racicot |
| 25               | Tirs                                                                            | 31                  | | Arbitrage : Wes McCauley et Dan O'Halloran Jay Sharrers et Pierre Racicot |

### Statistiques
| Nom                | Poste | PJ | B  | A  | Pts | Pun | Commentaire           |
| ------------------ | ----- | -- | -- | -- | --- | --- | --------------------- |
| Patrick Kane       | AD    | 23 | 9  | 10 | 19  | 8   |                       |
| Bryan Bickell      | AG    | 23 | 9  | 8  | 17  | 14  |                       |
| Patrick Sharp      | AD    | 23 | 10 | 6  | 16  | 8   |                       |
| Marian Hossa       | AD    | 22 | 7  | 9  | 16  | 2   |                       |
| Jonathan Toews     | C     | 23 | 3  | 11 | 14  | 18  | Capitaine de l'équipe |
| Duncan Keith       | D     | 22 | 2  | 11 | 13  | 18  |                       |
| Michal Handzuš     | C     | 23 | 3  | 8  | 11  | 6   |                       |
| Michael Frolik     | AG    | 23 | 3  | 7  | 10  | 6   |                       |
| Andrew Shaw        | C     | 23 | 5  | 4  | 9   | 35  |                       |
| Johnny Oduya       | D     | 23 | 3  | 5  | 8   | 16  |                       |
| David Bolland      | C     | 18 | 3  | 3  | 6   | 24  |                       |
| Brandon Saad       | AG    | 23 | 1  | 5  | 6   | 4   |                       |
| Marcus Kruger      | C     | 23 | 3  | 2  | 5   | 2   |                       |
| Niklas Hjalmarsson | D     | 23 | 0  | 5  | 5   | 4   |                       |
| Brent Seabrook     | D     | 23 | 3  | 1  | 4   | 4   |                       |
| Michal Rozsival    | D     | 23 | 0  | 4  | 4   | 16  |                       |
| Viktor Stalberg    | AG    | 19 | 0  | 3  | 3   | 6   |                       |
| Nick Leddy         | D     | 23 | 0  | 2  | 2   | 4   |                       |
| Daniel Carcillo    | AG    | 4  | 0  | 1  | 1   | 6   |                       |
| Ben Smith          | AD    | 1  | 0  | 0  | 0   | 0   |                       |
| Sheldon Brookbank  | D     | 1  | 0  | 0  | 0   | 0   |                       |
| Brandon Bollig     | C     | 5  | 0  | 0  | 0   | 2   |                       |

| Nom            | PJ | V  | D | Min  | BC | Moy  | %Arr | Bl |
| -------------- | -- | -- | - | ---- | -- | ---- | ---- | -- |
| Corey Crawford | 23 | 16 | 7 | 1504 | 46 | 1,84 | 93,2 | 1  |